# 브라운 표현 정리
호모토피 이론에서 브라운 표현 정리(Brown表現定理, 영어: Brown representability theorem)는 위상 공간의 호모토피 범주 위의 함자가 표현 가능 함자인지 여부에 대한 필요충분조건을 제시하는 정리이다.

## 정의
점을 가진 연결 CW 복합체와 호모토피류의 범주 {\displaystyle \operatorname {hCW_{\bullet }^{con}} }를 생각하자.
이 범주는 모든 연결 공간의 약한 호모토피 동치에 대한 호모토피 범주와 동치이다.
이 범주에서 점을 가진 집합의 범주로 가는 함자
{\displaystyle F\colon \operatorname {hCW_{\bullet }^{con}} \to \operatorname {Set_{\bullet }^{op}} }
가 주어졌다고 하자. 브라운 표현 정리에 따르면, {\displaystyle F}가 표현 가능 함자일 필요충분조건은 {\displaystyle F}가 다음 두 조건을 만족시키는 것이다.
- {\displaystyle F}는 쌍대곱을 보존한다. 즉, {\displaystyle \operatorname {hCW_{\bullet }^{con}} }의 쌍대곱(쐐기합)을 {\displaystyle \operatorname {Set_{\bullet }^{op}} }의 쌍대곱 ({\displaystyle \operatorname {Set_{\bullet }} }의 곱, 즉 곱집합)으로 대응시킨다.
- {\displaystyle F}는 {\displaystyle \operatorname {hCW_{\bullet }^{con}} }의 약한 밂(영어: weak pushout, 즉 호모토피 밂)을 {\displaystyle \operatorname {Set_{\bullet }^{op}} }의 약한 밂({\displaystyle \operatorname {Set} _{\bullet }}의 약한 당김)으로 대응시킨다.

브라운 표현 정리는 연결 공간 또는 점을 가진 공간 조건을 생략한다면 더 이상 성립하지 않는다.

## 예
브라운 표현 정리에 따라, 각 아벨 군 {\displaystyle G\in \operatorname {Ab} } 및 차수 {\displaystyle n\in \mathbb {N} }에 대하여 특이 코호몰로지 {\displaystyle \operatorname {H} ^{n}(-;G)}는 표현 가능 함자를 이룬다. 이를 표현하는 CW 복합체는 에일렌베르크-매클레인 공간 {\displaystyle K(G,n)}이다.

## 역사
에드거 헨리 브라운 2세(영어: Edgar Henry Brown, Jr.)가 1962년에 증명하였다.

## 참고 문헌
1. ↑  Freyd, Peter; Heller, Alex (1993), “Splitting homotopy idempotents II”, 《Journal of Pure and Applied Algebra》 (영어) 89 (1–2): 93–106, doi:10.1016/0022-4049(93)90088-b
2. ↑  Brown, Edgar Henry (1962). “Cohomology theories”. 《Annals of Mathematics》 (영어) 75: 467–484. doi:10.2307/1970209. ISSN 0003-486X. JSTOR 1970209. MR 0138104.